# Hoyima
Hoyima, jedno od bivših plemena Chauchila Yokuts Indijanaca, porodica mariposan, uže skupine Northern Valley Yokuts, koji su govorili jezikom chauchila. Hoyime su živjeli na sjevernoj obali San Joaquina, nasuprot Pitkachima. Njihova dva sela poznata su kao K'eliutanau i Moyoliu. Ovo drugo selo nalazilo se na ušću Little Dry Creeka.